# Janet Mikhail
Janet Mikhail (àrab: جانيت ميخائيل, Jānīt Mīẖʾāīl) (Ramal·lah, 1945), també coneguda com a Janet Khouri (àrab: جانيت خوري, Jānīt Ḫūrī), és una política palestina. Fou alcaldessa de Ramal·lah del 29 de desembre de 2005 al desembre de 2012, esdevenint la primera dona en assolir un càrrec d'aquestes característiques a l'Autoritat Nacional Palestina.